# Gránulo (forma farmacéutica)

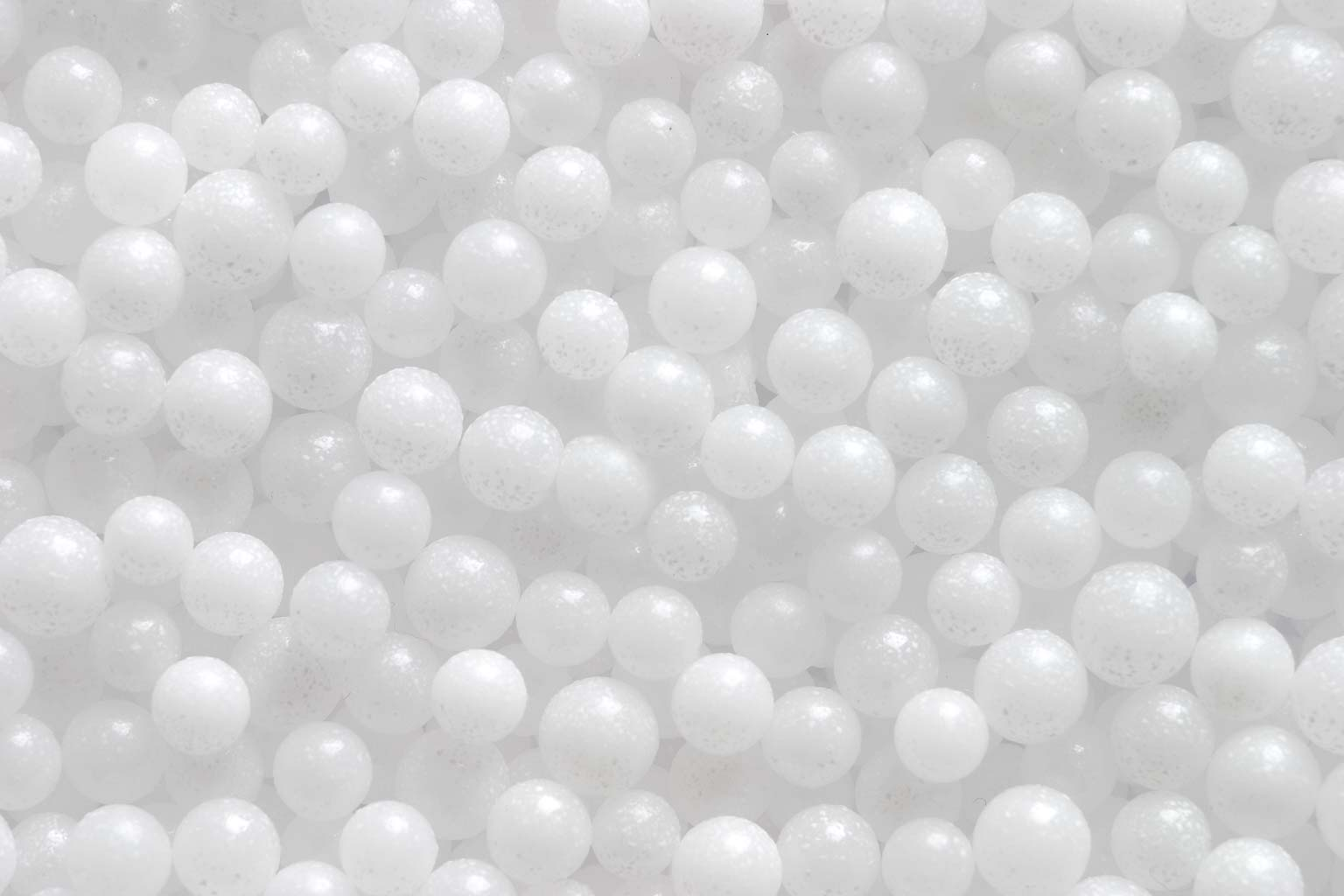
Gránulos

De acuerdo con las farmacopeas de distintos países, los gránulos (o granulados) son preparaciones constituidas por agregados sólidos y secos de partículas de polvo, suficientemente resistentes para permitir su manipulación, destinados a la administración por vía oral. Las partículas sólidas individuales difieren en forma, tamaño y masa dentro de ciertos límites. Los gránulos pueden ser presentados como formas efervescentes, de liberación retardada y de liberación prolongada.

## Historia
La práctica de distribuir polvo medicinal en una píldora, hecha a mano, mediante el uso de miel o azúcar se ha utilizado durante siglos. Todavía se practica entregar extractos botánicos y de hierbas en la medicina ayurvédica, que todavía se practica en la India junto con la medicina alopática. El término material 'granulado' se deriva de la palabra latina 'granulatum', que significa en forma de grano. El material granulado se puede obtener por aumento de tamaño directo de partículas primarias, o reducción de tamaño a partir de material seco compactado. En los tiempos modernos, la tecnología de granulación ha sido ampliamente utilizada por una amplia gama de industrias, como el carbón, la minería y los agroquímicos. Estas industrias emplean técnicas de aglomeración para reducir el polvo, facilitar el manejo y mejorar la máxima utilidad del material.
El diseño de una formulación en granulado implica la incorporación de uno o más principios activos y excipientes como diluyentes, aglutinantes, lubrificantes y, dependiendo de su uso, edulcorantes, aromatizantes o colorantes. Como forma farmacéutica, se encuentran en dos tipos posibles de presentaciones:
1. Presentaciones multidosis, por ejemplo envasados en frascos, acompañando con algún dispositivo de medida.
2. Presentaciones unidosis, siempre en envases individuales, siendo los sobres la opción de envasado más frecuente.

## Tipos de granulados como forma farmacéutica final
- Gránulos efervescentes

Son gránulos no recubiertos que incorporan un ácido orgánico y una base tipo bicarbonato que al reaccionar en presencia de agua dan lugar a la formación de CO2 que acelera la disgregación del preparado sólido en agua.
- Gránulos recubiertos

Son preparaciones multidosis constituidas por gránulos recubiertos de una o más capas de mezclas de diversos excipientes. El recubrimiento de película se desarrolló a principios de la década de 1950 para ayudar a resolver muchos de los problemas asociados con la capa de azúcar. Implica la aplicación de un polímero formador de película sobre la superficie de un sustrato. Además del polímero, la película contiene plastificantes y colorantes, que son necesarios para alcanzar las propiedades deseadas en la forma de dosificación final.
- Gránulos gastrorresistentes

Considerados como una forma farmacéutica de liberación retardada, son granulados diseñados para liberar el principio activo en el intestino, y no en el estómago.
- Gránulos de liberación modificada

Son granulados diseñados para modificar la velocidad o el lugar o el momento de liberación del principio activo mediante un recubrimiento adecuado o mediante otros procedimientos.
Los gránulos se pueden meter en cápsulas con la finalidad de modificar las tasas de liberación de los principios activos, separar los componentes incompatibles o densificar un producto para lograr el peso de relleno en un tamaño específico de cápsula. Un ejemplo es el antiguo producto antigripal Contac X.
La ciencia que investiga los gránulos se conoce como granulometría y se encarga de estudiar el tamaño y forma de las partículas. Los aparatos que crean los gránulos se llaman granuladores.